# Aoi Tada
Aoi Tada (多田 葵 Tada Aoi) es una seiyū y cantante japonesa nacida el 3 de julio de 1981 en Tokio. Es conocida por interpretar a Edward Wong Hau Pepelu Tivruski IV de la serie Cowboy Bebop. Está afiliada al grupo Veil.

## Roles interpretados

### Series de Anime
- Cowboy Bebop como Edward Wong Hau Pepelu Tivruski IV.
- Digimon Tamers como Terriermon y Lopmon.

### Películas
- Cowboy Bebop: Knockin' on Heaven's Door como Edward Wong Hau Pepelu Tivruski IV.
- Digimon Tamers: Battle of Adventurers como Terriermon.
- Digimon Tamers: Runaway Digimon Express como Terriermon y Lopmon.

## Música
- Ha interpretado el ending de Angel Beats! Brave Song. Además, realizó a dúo con Lia el opening My Soul, Your Beats! para el episodio 4 de Angel Beats! y el ending Doll para el anime Gunslinger Girl -Il Teatrino-
- Para la serie Cowboy Bebop interpretó el tema Wo Qui Non Coin.
- Participó con su música en la serie Rewrite.[2]
- En la semana del 19 de septiembre de 2016 salió a la venta su sencillo Word of Dawn, alcanzando, sólo en esa semana, el 29º lugar de los más vendidos en Japón, con 2.405 copias.[3]